# PostFinance Arena
La PostFinance Arena (originellement appelée Eisstadion Allmend et BernArena) est une salle omnisports située à Berne, la capitale de la Suisse. Elle est principalement utilisée pour le hockey sur glace et est la résidence du CP Berne (SCB en allemand), club de LNA. L'édifice est achevé en 1967 et rénové pour les championnats du monde 2009. Depuis 2015, elle peut accueillir 17 031 personnes. Une de ses caractéristiques est son gradin de places debout d'une capacité de 9 778 spectateurs, soit la plus grande du monde. L'aréna est aussi reconnu comme le plus grand stade de hockey en Suisse et le troisième plus grand d'Europe. Il peut aussi accueillir 5 635 spectateurs en places assises, 1 238 en VIP, 288 dans les loges et 92 pour la presse.

## Historique

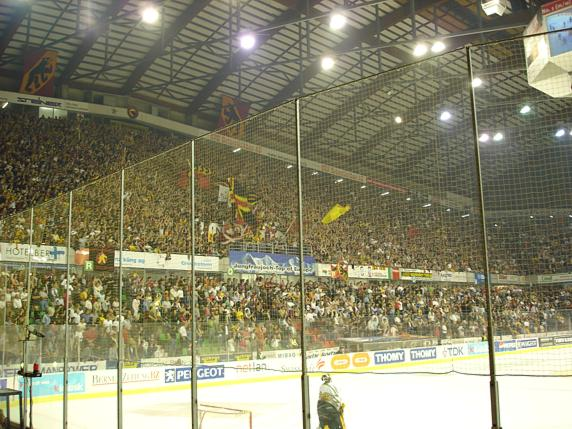
Les fans du CP Berne.

Initialement résident de la patinoire du Ka-We-De, dans le quartier de Kirchenfeld, le CP Berne doit chercher un nouveau domicile au vu de son attrait populaire grandissant. Les travaux de l'Allmend débutent à trois kilomètres de là et durent environ deux ans avant que le club prenne possession de son nouveau stade en 1967, pour l'instant encore à ciel ouvert. Il y dispute son premier match le samedi 22 octobre 1967 et bat une sélection de joueurs bernois 8-0 devant 4 000 spectateurs en places assises et des centaines d'autres debout sur une tribune encore provisoire.
La couverture du stade se termine en 1970. Le toit possède une surface 12 000 m2 et son point le plus haut se situe à 85 m au-dessus de la surface de la glace. Bien que la mythique rampe de places debout ne soit pas encore complètement terminée, l'Allmend accueille son premier match de championnat en LNB en tant que patinoire couverte le 28 novembre 1970. Le SCB l'emporte 5-4 face au SC Küsnacht (de) devant 7 100 personnes.
L'année suivante, l'arène bernoise accueille le premier tour des championnats du monde. Le club remonte par la suite en LNA, remporte 4 titres de champion de Suisse, mais rechute en LNB de 1982-1983 à 1985-1986. Après une nouvelle remontée en LNA et 4 autres sacres nationaux, le club est en grande difficulté financière après la construction de la tribune VIP. La faillite est toutefois évitée de peu.
En 2002, la patinoire change une première fois son nom en BernArena, avant que PostFinance, l'organisme financier de La Poste suisse, n'acquiert les droits de 2007 à 2018 pour renommer l'enceinte en PostFinance Arena.

## Reconstruction
En raison de son âge et de la tenue des championnats du monde de 2009, l'aréna est assainie. Le propriétaire investit près de 100 millions CHF dans l'extension et la rénovation de l'édifice. Les modifications sont réalisées avant le 24 avril 2009, date du début des Mondiaux. L'intérieur de la patinoire est en grande partie conservée, spécialement la zone des places debout. Toutefois, la zone VIP est entièrement reconstruite et la capacité augmentée de 500 places pour atteindre 17 131 spectateurs. Un chiffre ramené depuis à 17 031.

## Évènements
- Championnats du monde de hockey sur glace : 1971, 1990 et 2009
- Championnats du monde de curling : masculins en 1979, masculins et féminins en 1997
- Première édition de la coupe Victoria, le 1er octobre 2008
- Finale du championnat du monde des poids lourds WBC entre Vitali Klitschko et Kevin Johnson, le 12 décembre 2009[5]
- Suisse-Portugal, 2e tour du groupe Europe/Afrique de Coupe Davis, en 2011
- Championnats d'Europe de patinage artistique : 2011
- Championnats d'Europe de gymnastique artistique : 2016 (hommes et femmes)
- Match de gala entre le CP Berne et les Devils du New Jersey, une équipe de la LNH, dans le cadre des « NHL Global Series Challenge », en 2018
- Championnats du monde d'escalade : 2023

## Spectateurs
Le CP Berne et la PostFinance Arena détiennent le record d'Europe d'affluence moyenne depuis 16 ans, avec 16 399 spectateurs lors de la saison 2016-2017.